# August Heißmeyer

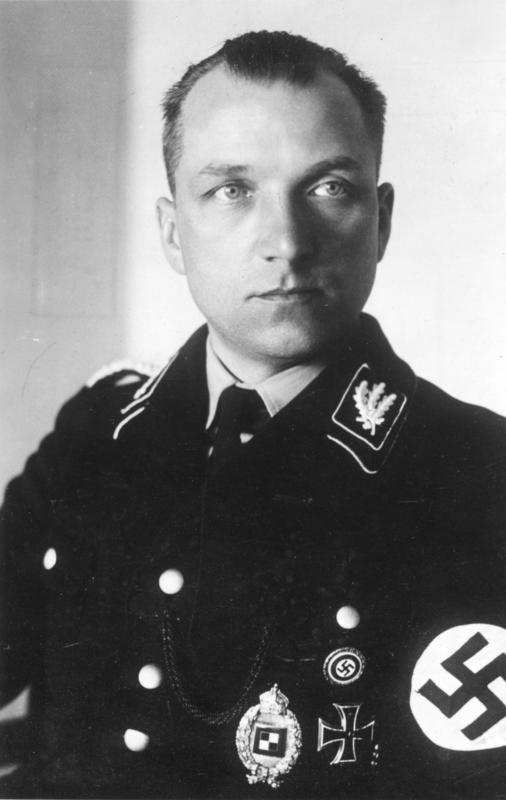
August Heißmeyer (1936)

August Heißmeyer (* 11. Januar 1897 in Gellersen; † 16. Januar 1979 in Schwäbisch Hall) war ein deutscher SS-Obergruppenführer und General der Waffen-SS und Polizei, Höherer SS- und Polizeiführer sowie von 1935 bis 1939 Chef des SS-Hauptamtes. Nach dem Zweiten Weltkrieg wurde er als Kriegsverbrecher zu einer Haftstrafe verurteilt.

## Herkunft, Ausbildung, frühes Leben
August Heißmeyer wurde als jüngster Sohn eines Landwirts in Gellersen geboren. Nach dem vierjährigen Besuch der Volksschule, gefolgt von dreieinhalb Jahren Privatunterricht und dem vierjährigen Besuch eines Gymnasiums, trat er ohne Ablegung der Reifeprüfung als Kriegsfreiwilliger in die Preußische Armee ein. Im Ersten Weltkrieg war er Leutnant und wurde während seiner Dienstzeit mehrfach ausgezeichnet, unter anderem mit dem Eisernen Kreuz I. und II. Klasse und der braunschweigischen Verdienstmedaille. Er erlitt ferner einen Durchschuss am linken Oberarm.
Nach Kriegsende war Heißmeyer von März bis Juni 1920 Mitglied des Freikorps von Hanstein, dieses kam jedoch laut eigener Aussage während des Kapp-Putsches nicht zum Einsatz. Nach nachgeholtem Abitur studierte Heißmeyer von 1920 bis 1922 Rechtswissenschaften in Göttingen und Kiel, musste das Studium nach eigenen Angaben jedoch aufgrund der hohen Inflation ohne Abschluss beenden. Während seiner Studienzeit wurde er Mitglied in der Akademischen Freischar zu Göttingen. Fortan betätigte er sich für ein halbes Jahr als Bergarbeiter in Castrop-Rauxel, bei den Farbwerken Hoechst und mehrere Jahre lang als Vertreter. Von 1931 bis 1932 war Heißmeyer Teilhaber an einer Fahrschule, stellte diese Tätigkeit jedoch wegen „schlechtem Geschäftsgang“ ein. Nach seiner Wahl in den Reichstag 1933 gab Heißmeyer alle beruflichen Tätigkeiten auf und konzentrierte sich ausschließlich auf seine Karriere als Politiker und Funktionär im Dritten Reich.
1924 heiratete Heißmeyer zum ersten Mal; aus dieser Verbindung gingen sechs Kinder hervor. Nach dem Tod seiner ersten Frau 1939 heiratete Heißmeyer im Jahre 1940 erneut, dieses Mal die Reichsfrauenführerin Gertrud Scholtz-Klink. Aus dieser Ehe ging ein weiteres Kind hervor.
1923 kam er erstmals in Kontakt mit den Nationalsozialisten, er trat zum 30. Oktober 1925 der NSDAP bei (Mitgliedsnummer 21.573). Anfang 1926 wurde Heißmeyer auch Mitglied der SA. Er baute 1927 bis 1928 den „SA-Gausturm Hannover-Süd“ auf und war dort zeitweise stellvertretender Gauleiter.

## Karriere im Nationalsozialismus
Im Januar 1930 wurde Heißmeyer Mitglied der SS (SS-Nummer 4.370) und 1932 Mitarbeiter des SS-Amtes. Er machte rasch Karriere und stieg 1935, nach Stationen in Braunschweig, Münster, Dresden und Koblenz, zum Chef des SS-Hauptamtes in Berlin auf. Damit hatte er eine Schlüsselposition in der Organisationsstruktur der SS inne. Er löste Curt Wittje als Amtschef ab und wurde am 9. November 1936 zum SS-Obergruppenführer und zum „Inspekteur der Nationalpolitischen Erziehungsanstalten“ ernannt.
1939 wurde Heißmeyer zusätzlich zum SS-Oberabschnittsleiter „Ost“ und zum „Höheren SS- und Polizeiführer Spree“ ernannt. Ihm unterstand damit unmittelbar der Raum Berlin-Brandenburg. Am 9. November 1939 wurde Heißmeyer zum kommissarischen Inspektor der Konzentrationslager und der Verstärkten Totenkopfstandarten ernannt. Er trat damit die provisorische Nachfolge Theodor Eickes an, der nun als Kommandant der SS-Division „Totenkopf“ verwendet wurde. Am 31. Juli 1940 wurde Heißmeyer von Eickes Stellvertreter in der KZ-Inspektion, Richard Glücks, abgelöst.
Mit dem Beginn des Zweiten Weltkrieges leitete Heißmeyer die „Dienststelle Heißmeyer“ und war damit für die militärische Ausbildung der Schüler der elitären Napola-Internate zuständig. 1941 wurde er außerdem zum Leiter der Inspektion Deutscher Heimschulen im Reichsministerium für Wissenschaft, Erziehung und Volksbildung Berlin ernannt und damit nun auch zuständig für die bis dato noch in privater Trägerschaft verbliebenen Internate. Diese Positionen hatte Heißmeyer jeweils bis zum Kriegsende 1945 inne.
Während seiner Karriere war Heißmeyer seit Dezember 1933 Träger des goldenen Parteiabzeichens und erhielt unter anderem die Dienstauszeichnungen der NSDAP in Bronze und Silber.
Am 23. August 1940 besuchte er gemeinsam mit seiner Frau Gertrud Scholtz-Klink das Frauenkonzentrationslager Ravensbrück. Am 14. November 1944 wurde er General der Waffen-SS.

## Leben nach dem Zweiten Weltkrieg
Das Kriegsende erlebte Heißmeyer auf dem Gelände der NaPoLa in Spandau, wo er nach Kämpfen und einem Ausbruchsversuch Richtung Westen zunächst in sowjetische Kriegsgefangenschaft geriet. Da er alle Identifikationsmerkmale an seiner Uniform und persönliche Dokumente bereits vernichtet hatte und angab, Ostflüchtling ohne Papiere zu sein, gelang es ihm, nach wenigen Tagen seine Entlassung zu erreichen.
Nun tauchte Heißmeyer gemeinsam mit seiner Frau für acht Wochen bei Schloss Leitzkau bei Bauern unter. Unter Angabe falscher Personalien gelang es ihm und seiner Frau, die weitere Reise nach Beuron zu organisieren, wo ihre Kinder bereits länger im Schlösschen Bronnen untergebracht waren. Dort erholte sich Heißmeyer vier Wochen in einem Lazarett von den während der letzten Kampftage erlittenen Verwundungen. Inzwischen reiste seine Frau zu Pauline von Württemberg, die der Familie Heißmeyer per Empfehlungsschreiben Unterkunft in Bebenhausen bei Tübingen sicherte. Dort war er als Waldarbeiter tätig. Zusammen mit seiner Frau gab er sich als Flüchtling aus Ostpreußen aus und nutzte seit April 1945 falsche Papiere unter dem Namen „Heinrich Stuckenbrok“ beziehungsweise „Maria Stuckenbrok“. Beide wurden aber erkannt und im Februar 1948 von der französischen Besatzungspolizei verhaftet. Wegen der Nutzung falscher Personalpapiere wurde er am 16. April 1948 zu einer 18-monatigen Gefängnisstrafe verurteilt, aus der er am 13. August 1949 entlassen wurde. Bei der Entnazifizierung wurde er 1949 als Hauptschuldiger eingestuft, zu einer dreijährigen Haftstrafe verurteilt und sein Privatvermögen von Amts wegen eingezogen. Die Haftstrafe wurde aufgrund eines Gnadengesuchs durch Begnadigung erlassen. Nach seiner Haftentlassung war er zunächst Arbeiter in einer Waschmaschinenfabrik, danach Angestellter einer Coca-Cola-Niederlassung in Reutlingen. Im Jahr 1979 verstarb er in einem Schwäbisch Haller Krankenhaus.
August Heißmeyer ist auf dem Friedhof in Gellersen, Kreis Hameln-Pyrmont, in einem Familiengrab beigesetzt.